# Synagogue d'Orléans
La synagogue d'Orléans est un lieu de culte israélite, situé à Orléans dans le département du Loiret en région Centre-Val de Loire.

## Géographie

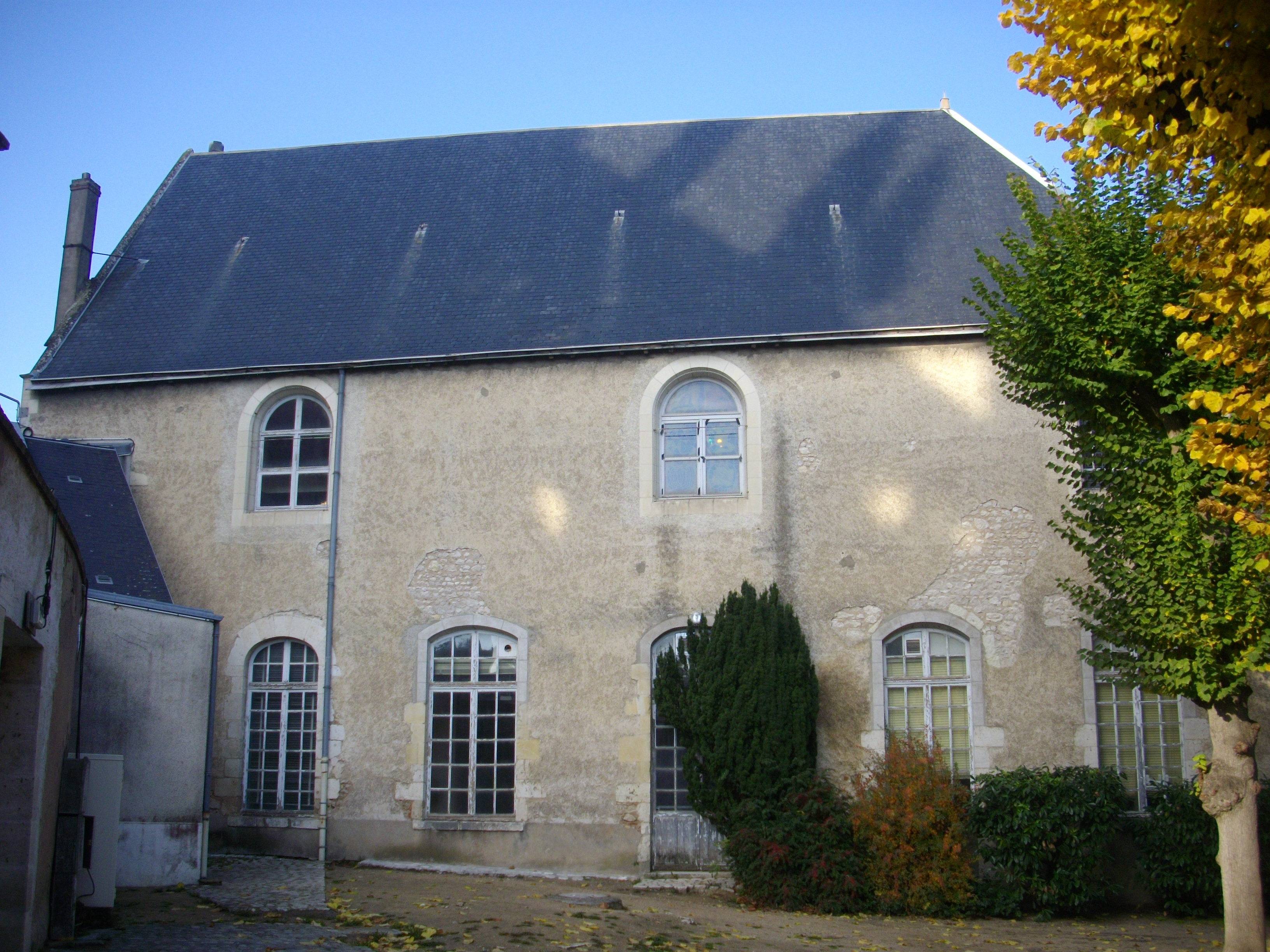
Orléans - synagogue (02)

La synagogue est située dans le centre-ville d'Orléans,  au 14 de la rue Robert-de-Courtenay, à proximité de la cathédrale Sainte-Croix et du jardin de l'évêché.

## Histoire
C'est vers la fin du VIe siècle que la communauté juive d’Orléans est mentionnée pour la première fois. Au XIXe siècle, la synagogue était situé à Campo Santo et s'est installée à partir de 1970 dans l’ancienne chapelle « de l’Officialité » de l’évêché.